# Silas Wright, Jr.
Silas Wright, Jr. (Amherst, 1795. május 24. – Canton, 1847. augusztus 27.) az Amerikai Egyesült Államok szenátora (New York, 1833–1844).